# FIF7
La Federación Internacional de Fútbol 7 más conocida como FIF7 es la organización que maneja las federaciones y asociaciones de Fútbol 7 en el mundo. Se fundó en el año 2011 para promover el desarrollo del Fútbol 7 masculino y femenino en el mundo.
Es responsable de organizar las competencias internacionales oficiales como FIF7 WC, Liga de la Américas F7, Copa Centro-Americana F7, Desafíos Internacionales, entre otros. 
La misión de FIF7 es organizar, estandarizar, administrar, promover y desarrollar Fútbol 7. Su énfasis está en el desarrollo del jugador, entrenador a través del crecimiento mental, emocional y la atmósfera social.

## Torneos organizados
| Nombre                                     | Edición | Región          | Sede                           | Campeón                   | Resultado   | Subcampeón              | Tercer lugar |
| ------------------------------------------ | ------- | --------------- | ------------------------------ | ------------------------- | ----------- | ----------------------- | ------------ |
| Mundialito FIF7                            | 2011    | Mundo           | Río de Janeiro, Brasil         | Italia                    | 3-2         | Brasil                  | Uruguay      |
| Mundialito FIF7                            | 2012    | Mundo           | Río de Janeiro, Brasil         | Brasil                    |             | Italia                  | México       |
| Campeonato Mundial de Clubes FIF7          | 2012    | Mundo           | Río de Janeiro, Brasil         | Botafogo                  |             | Flamengo                | Lazio        |
| Desafío Internacional FIF7                 | 2013    | Mundo           | Río de Janeiro, Brasil         | Flamengo                  |             | Barcelona               | River Plate  |
| Campeonato Mundial de Clubes FIF7          | 2013    | Mundo           | Río de Janeiro, Brasil         | Flamengo                  |             | Fluminense              | Botafogo     |
| Mundialito FIF7                            | 2013    | Mundo           | Río de Janeiro, Brasil         | Brasil                    |             | Italia                  | México       |
| Campeonato Mundial de Clubes FIF7          | 2014    | América         | São José dos Pinhais, Brasil   | Rio Branco                |             | Sidekicks               | Coritiba     |
| Liga de las Américas FIF7                  | 2014    | América         | Lima, Perú                     | Fluminense                |             | Sidekicks               |              |
| Mundialito FIF7                            | 2014    | Mundo           | São José dos Pinhais, Brasil   | Brasil                    |             | México                  | Italia       |
| Circuito Americano                         | 2015    | América         | Oaxaca, México                 | Atlético Atizapán         |             | Sidekicks               | Nacional     |
| Liga de las Américas FIF7                  | 2016    | América         | Río de Janeiro, Brasil         | Nale                      | 3-3 (1-0)*  | Maringá                 |              |
| Copa Sudamericana FIF7                     | 2016    | América         | Lima, Perú                     | Sidekicks                 |             | Academia                | Cuenca       |
| Copa América FIF7                          | 2017    | América         | Lima, Perú                     | México                    | 3-1         | Brasil                  | Perú         |
| Copa Sudamericana FIF7                     | 2017    | América         | Buenos Aires, Argentina        | Monte VF                  | 7-5         | Atlético                |              |
| Liga de las Américas FIF7                  | 2017    | América         | Buenos Aires, Argentina        | Racing Club               | 1-1*        | Atlanta                 |              |
| Campeonato Mundial de Clubes FIF7          | 2017    | Mundo           | Tarumã, Brasil                 | Sidekicks                 | 5-1         | Avaí                    | Chapecoense  |
| Copa Intercontinental FIF7                 | 2017    | Mundo           | Curitiba, Brasil               | Brasil                    | 13-0        | Uruguay                 |              |
| Campeonato Mundial Femenino de Clubes FIF7 | 2017    | Mundo           | Tarumã, Brasil                 | Figueirense               | 1-1 (1-0)*  | Pingüinos Blancos       | Barcelona    |
| Copa Intercontinental FIF7                 | 2017    | Mundo           | Curitiba, Brasil               | Brasil                    | 3-1         | México                  | Perú         |
| Copa América Femenina FIF7                 | 2018    | América         | Lima, Perú                     | Perú                      | 3-1         | Brasil                  |              |
| Copa América FIF7                          | 2018    | América         | Lima, Perú                     | Brasil                    | 5-3         | Perú                    | México       |
| Copa Centroamérica FIF7                    | 2018    | América Central | Ciudad de México, México       | Leonas FC                 | 7-5         | Leonas Blancas          | Yunque FC    |
| Copa Centroamérica FIF7                    | 2018    | América Central | Ciudad de México, México       | Sidekicks                 | 4-2         | Piedrinis               |              |
| Copa Internacional FIF7                    | 2018    | América         | Ciudad de Guatemala, Guatemala | Sidekicks                 |             | Inmortales FC           | Yunque FC    |
| Campeonato Mundial de Clubes FIF7          | 2018    | Mundo           | Curitiba, Brasil               | Figueirense / Paula Ramos |             | Leonas FC               |              |
| Campeonato Mundial de Clubes FIF7          | 2018    | Mundo           | Curitiba, Brasil               | CAJA                      |             | Colinas                 |              |
| Copa Mundial Femenina FIF7                 | 2018    | Mundo           | Curitiba, Brasil               | Brasil                    | 1-1*        | Colombia                | México       |
| Copa Mundial FIF7                          | 2018    | Mundo           | Curitiba, Brasil               | Brasil                    | 5-4         | México                  |              |
| Copa América Femenina FIF7                 | 2019    | Mundo           | Porto Alegre, Brasil           | Brasil                    |             | Argentina               |              |
| Liga Continental FIF7                      | 2019    | Mundo           | Moscú, Rusia                   | CDKA                      |             | Megatitan               |              |
| Copa Centroamérica Femenina FIF7           | 2019    | América Central | Ciudad de Guatemala, Guatemala | Huracán FC                | 4-3         | Leonas FC               |              |
| Copa Mundial Femenina FIF7                 | 2019    | Mundo           | Roma, Italia                   | Figueirense/Paula Ramos   | 1-1*        | Lazio                   |              |
| Copa Femenina de Naciones FIF7             | 2019    | Mundo           | Barcelona, España              | Brasil                    | 11-1        | Combinado internacional |              |
| Copa Mundial Femenina FIF7                 | 2019    | Mundo           | Roma, Italia                   | Brasil                    | 0-0*        | Rusia                   |              |
| Copa Mundial FIF7                          | 2019    | Mundo           | Roma, Italia                   | Rusia                     | 6-1         | México                  |              |
| Copa Mundial de Clubes FIF7                | 2019    | Mundo           | Roma, Italia                   | Titan                     | 5-2         | América                 |              |
| Desafío Internacional FIF7                 | 2020    | Mundo           | Vitória, Brasil                | Brasil                    | 3-2         | Chile                   |              |
| Copa Intercontinental FIF7                 | 2020    | Mundo           | Orlando, Estados Unidos        | Brasil                    | 5-4         | México                  |              |
| Copa Sudamericana FIF7                     | 2020    | América         | Porto Alegre, Brasil           | París FC                  | 2-2 (3-2)** |                         |              |
| Copa Sudamericana FIF7                     | 2022    | América         | Buenos Aires, Argentina        | Resak2                    | 1-1 (3-2)** | BetEsporte              |              |
| Copa América Femenina FIF7                 | 2022    | América         | Buenos Aires, Argentina        | Brasil                    | 5-2         | Argentina               | Chile        |
| Copa América FIF7                          | 2022    | América         | Buenos Aires, Argentina        | Chile                     | 2-1         | Argentina               |              |
| Liga de las Américas FIF7                  | 2022    | América         | Buenos Aires, Argentina        | BetEsporte                | 7-2         | Jerrys                  |              |

(*) Ganador vía shoot-outs
(**) Ganador vía penales

## Miembros
| No. | Miembro   | País                 |
| --- | --------- | -------------------- |
| 1   | Chile     | Bandera de Chile     |
| 2   | Brasil    | Bandera de Brasil    |
| 3   | Colombia  | Bandera de Colombia  |
| 4   | Ecuador   | Bandera de Ecuador   |
| 5   | Perú      | Bandera de Perú      |
| 6   | Uruguay   | Bandera de Uruguay   |
| 7   | Venezuela | Bandera de Venezuela |
| 8   | Argentina | Bandera de Argentina |

| No. | Miembro    | País                  |
| --- | ---------- | --------------------- |
| 9   | Costa Rica | Bandera de Costa Rica |
| 10  | Guatemala  | Bandera de Guatemala  |
| 10  | Honduras   | Bandera de Honduras   |
| 11  | Jamaica    | Bandera de Jamaica    |
| 12  | Panama     | Bandera de Panamá     |

| No. | Miembro        | País                      |
| --- | -------------- | ------------------------- |
| 13  | Canadá         | Bandera de Canadá         |
| 14  | Estados Unidos | Bandera de Estados Unidos |
| 15  | México         | Bandera de México         |

| No. | Miembro  | País                |
| --- | -------- | ------------------- |
| 16  | España   | Bandera de España   |
| 17  | Francia  | Bandera de Francia  |
| 18  | Portugal | Bandera de Portugal |
| 19  | Rusia    | Bandera de Rusia    |

| No. | Miembro   | País                 |
| --- | --------- | -------------------- |
| 20  | Marruecos | Bandera de Marruecos |
| 21  | Nigeria   | Bandera de Nigeria   |
| 22  | Sudáfrica | Bandera de Sudáfrica |

| No. | Miembro   | País                 |
| --- | --------- | -------------------- |
| 23  | Australia | Bandera de Australia |

| No. | Miembro   | País                 |
| --- | --------- | -------------------- |
| 24  | India     | Bandera de la India  |
| 25  | Tailandia | Bandera de Tailandia |